# Demokracja sterowana
Demokracja sterowana – system polityczny w Indonezji od 1957 do powstania Nowego Porządku (indonez. Orde Baru) – w 1966 roku według koncepcji pierwszego prezydenta Indonezji – Sukarno, która wyrażała się poprzez próbę utworzenia stabilności politycznej. Sukarno wierzył, że demokracja w stylu zachodnim była nieodpowiednia dla sytuacji w kraju. Szukał systemu opartego na tradycyjnym systemie dyskusji i konsensusu.
Demokracja sterowana była opisywana przez trzy elementy: nasionalisme („nacjonalizm”), agama („religia”) i komunisme („komunizm”), które miały za zadanie uspokojenie trzech głównych frakcji w indonezyjskiej polityce – armię, stowarzyszenia muzułmańskie i komunistów. Sukarno ogłosił w lutym 1957 roku swój system. Demokracja parlamentarna została wznowiona w 1999 roku podczas tzw. Reformasi (m.in. zmiany w instytucjach rządowych, reformy po rządach Suharto).
Jednym ze współczesnych przykładów demokracji sterowanej (imitacyjnej) jest putinowska Rosja.